# Рудко Василь
Василь Рудко (псевд. Р. Лісовий; нар. 17 жовтня 1910, с. Переволочна, Галичина — пом. 1 травня 1995, Бристоль) — український філософ, публіцист, політичний діяч.

## Життєпис
Середню освіту здобув у Золочівській та Львівській академічній гімназії. В 1929—1935 рр. навчався у Львівському університеті. В студентські роки був видатним студентським діячем. В 1935—1937 був редактором неперіодичного журналу «Студентський вісник», органу Союзу українських студентських організацій під Польщею (СУСОП), певний час був головою СУСОП.
В 1939 р. був заарештований, сидів у тюрмі Бригідки у Львові.
У 1941—1944 рр. продовжив навчання в Берліні, очолював Націоналістичну організацію українських студентів Великонімеччини (НОУС) (членами якої були також Іван Лисяк-Рудницький та Омелян Пріцак), був редактором місячника «Бюлетень НОУС» в 1943—1944 рр. 1947 р. захистив у Геттінгенському університеті докторську дисертацію за темою «Das Wesen der sittlichen Wertmaterie: Ein Beitrag zum Strukturproblem des ittlichen Phaenomens».
Після розколу в ОУН спочатку залишився у фракції Андрія Мельника, і навіть отримав пропозицію зайняти посаду ідеологічного референта ОУН, але від неї відмовився і поступово відійшов від партійної діяльності. В 40-х рр. поступово перейшов на консервативні позиції, був близьким до державницьких ідей В'ячеслава Липинського.
Автор книжки «Розлам в ОУН» (1949), в якій піддав гострій критиці український націоналістичний рух і Дмитра Донцова. Ця праця спершу вийшла, як цикл статей у часописі «Українські Вісті» в Новому Ульмі, а потім і окремою книжкою.
1950 р. емігрував до США, де спочатку кілька місяців працював залізничному будівництві в Чикаго, а потім в Нью-Йорку в статистичній фірмі. У 1968 р. отримав диплом з бібліотекознавства в Колумбійському університеті. В 1968—1977 працював бібліотекарем у Славістичному відділі бібліотеки Єльського університету. 1966—1967 рр. був редактором журналу «Листи до приятелів» (після смерті Миколи Шлемкевича).
Був дійсним членом УВАН, головою її філософської секції, членом Об'єднання Українських Письменників «Слово». З 1980 р. — член Східноєвропейського дослідного інституту ім. В. К. Липинського, з 1987 р. — член Управи цього інституту.

## Праці
- Лісовий Р. Тридцяті роки студентського Львова. — Прага, 1941.
- Лісовий Р. Розлам в ОУН (Критичні нариси з нагоди двадцятиліття заснування ОУН). — Б.м.: Україна, 1949. — 221 с.